# 이르판 스마일라기치
이르판 스마일라기치(크로아티아어: Irfan Smajlagić, 1961년 10월 16일~)는 크로아티아의 핸드볼 선수, 지도자로 포지션은 라이트윙이다. 현역 시절 크로아티아와 프랑스 리그에서 활약했으며, 1995년에 RK 자그레브 소속으로 EHF 챔피언스리그를 우승했다. 유고슬라비아 대표팀의 일원으로 1988년 하계 올림픽에서 동메달을 획득했으며, 이후 크로아티아 대표팀 소속으로 1996년 하계 올림픽에서 금메달을 획득했다.